# 네이선 나이트

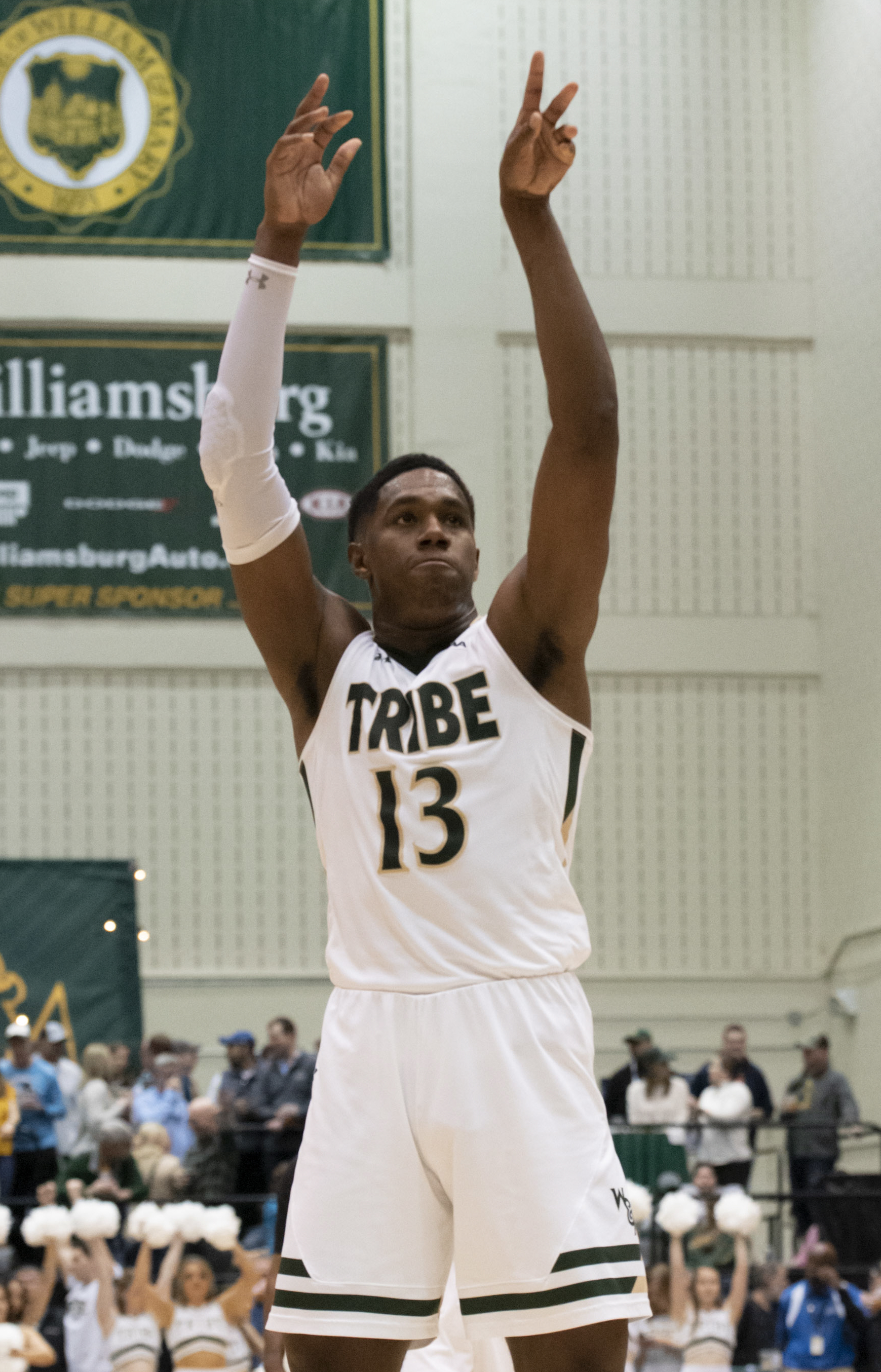
2020년 모습

네이선 나이트(Nathan Knight, 본명: Nathan Solomon Kapahukula Knight, 1997년 9월 20일 ~ )는 NBA G 리그의 모터시티 크루즈 소속 미국 프로 농구 선수이다. 그는 윌리엄 & 메리 트라이브에서 대학 농구를 했다.

## 어린 시절과 고등학교 경력
나이트는 뉴욕 시러큐스에서 자랐으며 노팅엄 고등학교에 다녔다. 신입생 때 야구단에서 투수로 활동하다가 폭풍성장을 겪은 뒤 농구에 전념하기로 결정했다. 선배로서 그는 경기당 평균 14.1 득점, 7.4 리바운드를 기록했으며 올 센트럴 뉴욕으로 선정되었다. 나이트는 뉴햄프셔 주 메리던에 있는 킴볼 유니언 아카데미에서 대학원 과정을 마쳤다. AAU 플레이에서 그는 빌리 에델린이 코치하는 짐 래츠(Gym Ratz)에서 경쟁했다. 2015년 10월 5일에 템플, 듀케인, 조지 메이슨, 카니시우스 등의 제안을 통해 윌리엄 앤드 메리에게 헌신했다. 나이트는 대학의 풍부한 역사를 높이 평가하고 캠퍼스에서 편안함을 느끼며 쉬운 결정이었다고 말했다.